# Juan Cruz
Juan Manuel Cruz Poquis (ur. 17 lipca 1966) – peruwiański zapaśnik walczący w obu stylach. Szósty na igrzyskach panamerykańskich w 1991 i 1995. Srebrny i brązowy medalista mistrzostw panamerykańskich w 1994. Triumfator igrzysk Ameryki Południowej w 1990 i 1994, drugi w 1998 i trzeci w 2002. Mistrz Ameryki Południowej w 1990 i 1993. Ośmiokrotny medalista igrzysk boliwaryjskich, złoto w 1993 roku.